# Jeux mondiaux de surf 2024
Navigation
La Libertad 2023
Les Jeux mondiaux de surf 2024, trente-sixième édition des Jeux mondiaux de surf Shortboard, ont lieu du 23 février au 3 mars 2024 à Arecibo au Porto-Rico. L'épreuve est l'une des dernières chances pour se qualifier aux Jeux olympiques de Paris 2024
Le Brésilien Gabriel Medina remporte son premier titre senior chez les hommes, tandis que l'Australienne Sally Fitzgibbons remporte elle son quatrième titre chez les femmes.

## Médaillés
| Épreuve           | Or | Argent                                                                                         | Bronze |
| ----------------- | --- | ---------------------------------------------------------------------------------------------- | --- |
| Hommes            | Gabriel Medina                                                                                         | Ramzi Boukhiam                                                                                 | Kauli Vaast                                                                                                |
| Femmes            | Sally Fitzgibbons                                                                                      | Tatiana Weston-Webb                                                                            | Johanne Defay                                                                                              |
| Points par équipe | Brésil- Yago Dora - Gabriel Medina - Filipe Toledo - Tainá Hinckel - Luana Silva - Tatiana Weston-Webb | France- Joan Duru - Marco Mignot - Kauli Vaast - Johanne Defay - Vahine Fierro - Tessa Thyssen | Australie- Morgan Cibilic - Ethan Ewing - Jack Robinson - Sally Fitzgibbons - Molly Picklum - Tyler Wright |